# Municipio de Oakley (Illinois)
El municipio de Oakley (en inglés: Oakley Township) es un municipio ubicado en el condado de Macon en el estado estadounidense de Illinois. En el año 2010 tenía una población de 1082 habitantes y una densidad poblacional de 14,22 personas por km².

## Geografía
El municipio de Oakley se encuentra ubicado en las coordenadas 39°53′13″N 88°47′28″O / 39.88694, -88.79111. Según la Oficina del Censo de los Estados Unidos, el municipio tiene una superficie total de 76.08 km², de la cual 74,42 km² corresponden a tierra firme y (2,19 %) 1,66 km² es agua.

## Demografía
Según el censo de 2010, había 1082 personas residiendo en el municipio de Oakley. La densidad de población era de 14,22 hab./km². De los 1082 habitantes, el municipio de Oakley estaba compuesto por el 97,87 % blancos, el 1,02 % eran afroamericanos, el 0,09 % eran amerindios, el 0,28 % eran asiáticos y el 0,74 % eran de una mezcla de razas. Del total de la población el 0,18 % eran hispanos o latinos de cualquier raza.